# Ozon.ru
Ozon.ru е най-големият руски интернет магазин. Негови основни стоки са книги, електроника, музика и филми.

## История
Сайтът е създаден през 1998 година от руската софтуерна къща „Reksoft“. През 2000 година Baring Vostok закупува по-голяма част от акциите на Озон и инвестира над 3 000 000 щатски долара в компанията. През април 2007 година Ozon.ru получава 18 млн. щатски долара инвестиции от Holtzbrinck Ventures, Index Ventures и Baring Vostok.